# Construcții Hidrotehnice Iași
Construcții Hidrotehnice Iași este o companie de construcții din România.
Salariații detin 80,7% din acțiunile firmei.
Compania este listată la Categoria a III-a a pieței Rasdaq.
Cifra de afaceri:
- 2007: 38,4 milioane lei[2]
- 2006: 25,3 milioane lei[1]